# Yotala
Yotala o Villa de Yotala es una localidad y municipio de Bolivia, ubicado en la provincia de Oropeza en el departamento de Chuquisaca. Cuenta con una población de 9.403 habitantes (según el Censo INE 2012) y está ubicada a 2.590 m s. n. m., a 18 kilómetros al sur de la capital del país, Sucre.
El municipio de Yotala fue fundado el 18 de noviembre de 1912 bajo la presidencia de Eliodoro Villazón. Es un poblado pintoresco y sencillo que atrae muchos visitantes. Su economía se basa en la producción agrícola y ganadera, además pecuaria, frutícola, floricultura y lechera. La carretera principal la conecta con la ciudad de Potosí. Sus habitantes son reconocidos como "yotaleños" de habla quechua y español.
El clima es templado y seco, posee una temperatura media anual de 16 °C. Tiene varias quebradas que proveen agua para riego, aunque no es muy abundante. La Villa de Yotala es atravesada por el río Quirpinchaca, actualmente contaminado por aguas servidas de Sucre. El río Pilcomayo está también contaminado por desechos minerales de las minas potosinas, que sirve de límite con el Departamento de Potosí.

## Geografía
El municipio de Yotala se encuentra en la parte central de la Cordillera Central boliviana, entre el Altiplano en el oeste y las tierras bajas de Bolivia, al este.
Yotala es uno de los tres municipios de la provincia de Oropeza e incluye la zona sur de ésta. Limita al oeste y al suroeste con el departamento de Potosí, al este con la provincia de Yamparáez, y al norte con el municipio de Sucre. El municipio abarca 790 km² y cuenta con 50 localidades, mientras que la ubicación central del pueblo de Yotala con 1538 habitantes (censo de 2001) se encuentra en la parte norte de la provincia.
El clima es frío-templado de montaña con el típico clima diurno donde las diferencias de temperatura durante el día puede fluctuar más que al año. La temperatura promedio anual en la región es menor de 16 °C (ver gráfico climático Sucre), los valores promedio mensuales varían entre unos 14 °C en junio / julio y 17 °C en octubre / noviembre. La precipitación anual es de más de 700 mm y tiene cinco áridos meses de mayo a septiembre, con valores mensuales inferiores a 25 mm, los meses de verano, de diciembre a marzo tiene lluvias de 100 a 160 mm.

## Demografía
De acuerdo con el censo boliviano de 2024, la población del municipio de Yotala es de 9 241 habitantes.
La población del municipio se mantuvo prácticamente sin cambios entre 1992 y 2024:
| Año  | Habitantes (municipio) | Fuente |
| ---- | ---------------------- | ------ |
| 1992 | 9486                   | Censo  |
| 2001 | 9497                   | Censo  |
| 2012 | 9403                   | Censo  |
| 2024 | 9241                   | Censo  |

La densidad de población en el último censo de 2001 era de 21 habitantes/km², la tasa de alfabetización de los mayores de 6 años de edad fue del 60 % (1992) aumentó a 74 %. La esperanza de vida de los recién nacidos fue de 61,5 años, la tasa de mortalidad infantil se había reducido al 9 %n(1992) al 7,5 % en 2001.
- El 65 % de la población habla español, el 94 % habla quechua, y el 0,4 por ciento habla aymara. (2001)
- El 47,0 % de la población no tiene acceso a la electricidad, y el 62,4 % vive sin instalaciones sanitarias. (2001)
- El 80 % de los 2.204 hogares poseía una radio, una televisión 25%, en bicicleta, motocicleta con un 0,7 por ciento, 7 %, un coche, un 13,3 por ciento nevera y 4,4 % teléfono. (2001)

## Cultura
Yotala tiene una arquitectura colonial que se puede ver en las viejas casas de hacienda, la mayoría de los habitantes son de origen quechua, idioma que aun habla gran porcentaje de la población, con costumbres y tradiciones entremezcladas por la fuerte influencia y cercanía a la ciudad de Sucre. 
En Yotala se encuentra la sede de la Facultad de Agronomía de la Universidad Mayor Real y Pontificia San Francisco Xavier de Chuquisaca (USFX), por lo que hay un flujo de estudiantes e investigadores. Yotala es la sede del Centro de Investigación e Innovación en Ciencias Agrarias - Villa Carmen, CIICA - VC, ubicada en la ex - granja Villa Carmen, pertenece a la Facultad de Ciencias Agrarias de la  USFX.
El municipio de Yotala es también la sede del Teatro de los Andes, uno de los grupos artísticos de mayor renombre de Bolivia. La canción más destacada en ritmo de pandilla yotaleña es el "El Provinciano" compuesta por Rolando Lima Soliz.

## Economía
Los habitantes de Yotala viven principalmente de la agricultura, la producción pecuaria y la prestación de servicios. 
Se destaca la disponibilidad de tierras y clima aptos para el cultivo de hortalizas y legumbres, la vocación de los criadores de ganado lechero y el asentamiento de importantes granjas avícolas. Su cercanía a la capital departamental y la conexión con una carretera asfaltada hace que los costos de producción de los principales productos agrícolas pecuarios sean competitivos. 
Los principales cultivos son maíz, papa, trigo y alfalfa. El buen precio de la alfalfa y una producción en mayor escala de este forraje es otra de las fortalezas del municipio, por una demanda creciente para alimentar al ganado bovino productor de leche. La fruticultura es importante, teniendo entre los principales productos el durazno e higo.
Las facilidades tributarias y la cercanía a la ciudad de Sucre, han constituido un aliciente para los inversores privados, que han instalado una gran cantidad de granjas avícolas que proveen de carne y huevos a la ciudad capital.
Yotala es la huerta de Sucre: la producción lechera, la cría del ganado bovino y caprino, las granjas de pollo, la producción de chicha, son actividades vinculadas al gran mercado de la ciudad.  
Su proximidad con Sucre, el clima y un paisaje agradable, hacen de Yotala un atractivo destino turístico.

## Transporte
Yotala se encuentra a 23 kilómetros por carretera al sur de la capital de Bolivia, Sucre.
La ruta troncal Ruta 5, de 900 kilómetros de largo, atraviesa Yotala y va desde la frontera con Chile en el oeste a través de Potosí y Sucre hacia las tierras bajas de Bolivia. El camino entre Yotala y Sucre está pavimentado.
Un ferrocarril de vía única también pasa por Yotala, recorriendo la ruta de 171 kilómetros desde Potosí a Sucre tres veces por semana.

## Organización
El municipio de Yotala se componía anteriormente de los siguientes cuatro cantones:
- Cantón Huayllas - 10 Vicecantones - 10 comunidades - 1.462 habitantes (2001)
- Cantón Pulqui - 1 Vicecantón - 1 ciudad - 348 habitantes
- Cantón Tuero - 6 Vicecantones - 10 comunidades - 1.043 habitantes
- Cantón Yotala - 27 Vicecantones - 29 municipios - 6644 habitantes